# Beta-karoten
β-Karoten je jak crveno-narandžasti pigment koji je prisutan u obilnim količinama u biljkama i voću. On je organsko jedinjenje koje je hemijski klasifikovano kao ugljovodonik i terpenoid (izoprenoid). β-Karoten se biosintetiše iz geranilgeranil pirofosfata. 
On je član grupe karotena, koji su tetraterpeni, biohemijski sintetisani iz osam izoprenskih jedinica tako da imaju 40 ugljenika. U opštoj klasi karotena, β-karoteni su prepoznatljivi po beta-prstenovima na oba kraja molekula. Apsorpcija β-karotena je poboljšana ako se konzumiraju sa masnoćama, jer su karoteni rastvorni u mastima.
Karoten je supstanca u šargarepi koji joj daje narandžastu boju. β-Karoten je najčešći karoten u biljkama. Kad se koristi kao prehrambena boja on ima E broj E160a.p119
Strukturu karotena je prvi odredio Karer sa saradnicima 1930. U prirodi, β-karoten je prekurzor (neaktivna forma) vitamina A koja se formira posredstvom beta-karoten 15,15'-monooksigenaze.
Izolacija β-karotena iz voća se često izvodi primenom hromatografije. Separacija β-karotena iz smeše sa drugim karotenoidima je bazirana na polarnosti jedinjenja. β-karoten nije polarno jedinjenje, te se odvaja nepolarnim rastvaračem poput heksana. β-karoten je ugljovodonik bez funkcionalnih grupa, te je veoma lipofilan.

## Literatura
- Milne, George W. A. (2005). Gardner's commercially important chemicals: synonyms, trade names, and properties. New York: Wiley-Interscience. ISBN 978-0-471-73518-2.

## Spoljašnje veze
- β-karotenski sadržaj u
- Beta-karoten
- Beta-karoten: više od boje – dubinski pogled na ključ zdravlja i vitalnosti

|  | Molimo Vas, obratite pažnju na važno upozorenje u vezi sa temama iz oblasti medicine (zdravlja). |